# Seba
Pour les articles homonymes, voir Séba.
Seba est un des six fils de Koush, fils de Cham, fils de Noé, selon la Genèse 10:7, 8 / 1 Chroniques 1:9, 10.
Par extension, il s'agirait d'un peuple d’Afrique de l’Est, en Isaïe 43:3, Seba est rattaché à l’Égypte et à l’Éthiopie (Koush). 
Dans une liste similaire, Isaïe 45:14 contient le terme « Sabéens » au lieu de « Seba », ce qui montre que les habitants de Seba étaient appelés Sabéens. 
Ces versets laissent entendre que Seba était à la frontière ou à l’intérieur de l’Éthiopie. 
Josèphe va dans le même sens, car il identifie Saba à la ville de Méroé, sur le Nil, ainsi qu’au vaste territoire (île de Méroé) compris entre le Nil, le Nil Bleu et l’Atbara (Antiquités judaïques, II, 249 [x, 2]).
La remarque qualifiant les Sabéens d’« hommes de haute taille » (Esaïe 45:14) est confirmée par Hérodote (III, 20), qui parle des Éthiopiens comme « [des] plus grands et [des] plus beaux de tous les hommes ». 
Le variant Seba se trouve en particulier dans les éditions de la Bible Louis Segond.
On trouve cette graphie dans des traductions telles que la traduction en français courant ou la  traduction œcuménique de la Bible.